# 赵家庙（影视产业园）站
赵家庙（影视产业园）站是青岛地铁6号线的地铁车站，位于中华人民共和国山东省青岛市黄岛区胶州湾东路与金爵路交叉口，于2024年4月26日开通。

## 车站结构
赵家庙（影视产业园）站位于胶州湾东路与金爵路交叉口，沿胶州湾东路设置，呈东西走向，为地下两层岛式站台车站，车站长224米，宽20.1米，车站地下一层为站厅层，地下二层为站台层，站台设置全高站台门。车站东侧设有一条单渡线。
| 地面              | 出入口 | A、C出入口 |
| 地下一层          | 站厅   | 客服中心、自动售票机、验票机                                                                                          |
| 地下二层          | 站台   | \| \| \| 6号线往灵山湾（星海滩路） \| \| 島式 · 開左邊车门 \| \| \| \| \| \| 6号线往横云山路（毛家山（黄海学院）） \| |
|                   |        | 6号线往灵山湾（星海滩路）                                                                                             |
| 島式 · 開左邊车门 |        | |
|                   |        | 6号线往横云山路（毛家山（黄海学院））                                                                                 |

## 出入口
赵家庙（影视产业园）站目前开放2个出入口，各出口及周围设施如下所示：
| 编号                | 指示                       | 建议前往的目的地   | 图片 |
| ------------------- | -------------------------- | ------------------ | ---- |
| A · 出口            | 胶州湾东路(北)             | 青岛黄海学院西区   |      |
| C · 出口 · （设有） | 胶州湾东路(南)，金爵路(东) | 东方影都影视产业园 |      |
| 图例： 设有         |                            |                    |      |

## 接驳交通

### 公交车
- 赵家庙(影视产业园)地铁站：黄岛202路，黄岛203路，黄岛309路，黄岛310路，黄岛33路，黄岛67路，黄岛78路

## 车站历史
本站工程名为石山路站，公示站名为金爵路站，正式站名为赵家庙（影视产业园）站，以车站所处的赵家庙村与附近的青岛东方影都影视产业园命名。
- 2024年4月26日，车站随6号线一期通车开通[1]。